# Staurodiscus kellneri
Staurodiscus kellneri är en nässeldjursart som beskrevs av Mayer 1910. Staurodiscus kellneri ingår i släktet Staurodiscus och familjen Hebellidae. Inga underarter finns listade i Catalogue of Life.